# Повратак из раја (ТВ филм)
„Повратак из Раја” (мкд. Вракање од рајот) је југословенски и македонски телевизијски филм из 1969. године. Режирао га је Димитре Османли а сценарио је написао Душан Калић.

## Улоге
| Глумац           | Улога |
| ---------------- | ----- |
| Ацо Јовановски   | Ненад |
| Снежана Стамеска | Ванда |
| Дарко Дамевски   |       |
| Ратко Гавриловић |       |
| Јон Исаја        |       |
| Драги Костовски  |       |
| Илија Милчин     |       |
| Миодраг Саурек   |       |
| Чедо Христов     |       |